# Артим Шакири
Артим Шакири (на македонска литературна норма: Артим Шакири; на албански: Artim Shaqiri) е футболист от Северна Македония от албански произход, полузащитник.

## Биография
Шакири е роден в югозападномакедонския град Струга в 1973 година. Започва професионалната си кариера през 1996 г. във ФК Вардар (Скопие). През сезон 2008-2010 г. играе в германския РФК Олденбург. Като национален състезател на Северна Македония изиграва от 1996 г. до 2006 г. 73 мача като отбелязва 15 гола.